# Ледени чај
Ледени чај је облик хладног чаја и обично се служи у чаши са ледом. Може, али не мора бити заслађен. Ледени чај је такође популарно пиће у паковању. Може се мешати са ароматизованим сирупом, са уобичајеним укусима укључујући лимун, брескву, малину, лимету, маракују, јагоду и вишњу. Док већина ледених чајева добија своју арому из лишћа чаја (лат. Camellia sinensis), биљни чајеви се такође понекад служе хладни и називају се леденим чајевима. Ледени чај се понекад припрема тако што се чај натопи водом и посебно дуго оставља да стоји на нижој температури (један сат на сунцу, за разлику од уобичајених 5 минута на 80—100 °C (176—212 °F). Неки људи овакав чај називају „сунчаним чајем“. Поред тога, понекад се такође оставља да одстоји преко ноћи у фрижидеру.

## Културне различитости

### Аустрија
Ледени чај је популаран у Аустрији и познат као Eistee (ледени чај). Обично се пије јако заслађен. Један од најпопуларнијих произвођача је Раух (Rauch).

### Белгија и Холандија
У Белгији, Холандији и другим деловима Европе, Ice-Tea (ледени чај) је бренд различитих газираних ледених чајева које је на тржиште пласирао Липтон још 1978. године. Они такође продају и бројне негазиране ледене чајеве под називом Ice Tea.

### Бразил
У Бразилу, а посебно у Рио де Жанеиру, један од најпопуларнијих напитака је мате. За разлику од аргентинског или гаучо матеа (такође познатог по називу chimarrão), Бразилци га пију хладног и заслађеног. Омиљени укус им је сок од лимете (а не лимуна) и у Рију га зову „mate com limão“ пошто спада у део локалне културе на плажи, где га улични продавци продају у термичкој амбалажи. Лишће матеа се такође може купити у супермаркетима за припрему код куће. Најпознатији бренд је Leão, који оригинално потиче из Паране у Бразилу, а касније га је откупила Кока-кола. Обично се остави да одстоји у фрижидеру преко ноћи. Leão такође производи негазирани мате као освежавајуће пиће.

### Кина
Иако то није традиционалан начин послуживања чаја, ледени чај је стекао широку популарност током касних 1980-их, чак и у руралним областима. Многе врсте чаја, укључујући зелени чај, доступне су у конзерви или флаширани и продају се у продавницама. Многе породице праве ледени чај тако што стављају велику количину леда у малу количину јаког топлог чаја или стављају врући чај у фрижидер на неко време. Уобичајене врсте леденог чаја су црни, зелени и улин (烏龍茶), као и многе биљне врсте. Ледени биљни чајеви су посебно популарни током врелог лета, где се „јин” (陰) или расхладно биље користе за прављење чаја као што су хризантема и чај кудинг (苦丁茶). Охлађени (али и даље топли) чај био је популаран током античких времена. Расхлађени чај је раније био доступан само онима који су политички повезани са Комунистичком партијом. Увођење ограниченог капитализма и реформи слободног тржишта које су почеле 1978. године учиниле су хлађење доступним широј популацији по први пут. Кинеско власништво над фрижидерима је порасло са само 7% урбаних породица у 1977. на 95% у 2009. години.

### Јужна Африка
Ледени чај је постајао све популарнији у Јужној Африци и сада је широко доступан у кафићима и малопродајним објектима широм земље. Нести, Липтон, Менхетн и Фјуз чај су најпопуларнији брендови, поред јужноафричког бренда BOS, који користи роибос локалног порекла из Западног Кејпа.

### Швајцарска
Масовно произведени чајеви као што је Nestea (Nestlé), Migros Ice Tea и Lipton су популарна освежења, док се свеже припремљени чајеви ретко могу наћи у продаји. Биљни ледени чајеви којима преовладава укус нане су такође доступни, као и они са укусом црног чаја. Обично су обележени натписом ајс ти (ice tea). Швајцарска се сматра домовином флашираног леденог чаја. Макс Шпренглер, швајцарски бизнисмен, пробао је чувени амерички ледени чај и први предложио производњу леденог чаја у флашама. Године 1983. Bischofszell Food Ltd. је постао први произвођач флашираног леденог чаја индустријских сразмера.

### Шведска
Ледени чај је популарни летњи напитак у Шведској, нарочито пошто је Шведска земља у којој људи традиционално воле да пију чај. Два водећа Бренда су Липтон (Lipton) и Нести (Nestea), а два најпродаванија укуса су лимун и бресква. FUN Light, популарни бренд лимунаде у Шведској је такође започео продају леденог чаја. Ледени чај се такође продаје у продавницама и ресторанима.

### Турска
У традиционалној земљи која пије чај као што је Турска, са сопственом чајем и културом чаја, ледени чај је постао популаран када га је Липтон представио током 2000-их. Ледени чајеви су популарна алтернатива безалкохолним пићима. Липтон и Нести су били два главна бренда до 2012. године када је потписан уговор између Кока-кола Ичеџек А.С. и Нести је истекао. Кока-кола је заменила Нести својим брендом Фјуз пића, али због речи füze што на турском значи „пројектил“, назив који се користи за турско тржиште је Fuse Tea. Национална компанија за производњу чаја Чајкур је на тржишту са својим брендом леденог чаја 'Диди'.

### Уједињено Краљевство
Иако се ледени чај не конзумира толико у Великој Британији као у другим европским земљама, пиће је постало популарније током 2000-их.

### Сједињене Државе
У Сједињеним Државама ледени чај чини око 85% свих конзумираних чајева. Јако заслађена сорта позната као слатки чај популарна је у јужним државама. У државама Нове Енглеске, обично је умереније заслађен и често укључује менту.

## Историја
Још 1823, Маргерита грофица од Блесингтона писала је о конзумацији леденог чаја у Напуљу.
Најстарији штампани рецепти за ледени чај датирају из 1870-их. У својој куварској књизи из 1871. Мери Ен Брајан Мејсон је написала о леденом чају: ...требало би да буде добро залеђен. Два од најранијих кувара са рецептима за ледени чај су Бакај кувар ауторке Естел Вудс Вилкокс, први пут објављен 1876. године, и Вођење домаћинства у старој Вирџинији од Марион Кабел Тајри из 1878.
Ледени чај је почео да се појављује у Сједињеним Државама током 1860-их. У почетку виђен као новина, током 1870-их постао је прилично раширен. Рецепти су се појављивали у штампи, ледени чај се нудио на јеловницима хотела, а био је у продаји и на железничким станицама. Његова популарност је брзо порасла након што га је Ричард Блечинден представио на Светској изложби 1904. у Сент Луису.

## Варијетети

### Сунце и расхлађени чај
Температура чаја припремљеног на овај начин никада се не повећава довољно високо да убије било коју бактерију, остављајући воду потенцијално небезбедном за пиће. Чај треба бацити ако се чини густим, сирупастим или ако садржи ужасте нити, иако може бити опасан чак и без таквих индикатора.
Због ове опасности предложена је алтернатива која се зове „фрижидерски чај” где се чај припрема у фрижидеру преко ноћи. Ово има двоструку предност јер спречава раст штетних бактерија и чај је већ хладан без додавања леда.

### Фонтана леденог чаја
Године 1996, Министарство здравља града Синсинатија открило је висок ниво колиформних бактерија (због неадекватног свакодневног чишћења) у отворима дозатора пуњених аутоматским машинама за свеже припремљене ледене чајеве у неколико ресторана. Отприлике у исто време, компаније Кока-кола и Пепси кола почеле су агресивно циљане маркетиншке кампање које су имале за циљ да замене свеже припремљени ледени чај у угоститељским објектима концентратом чаја компанија кола који се ставља у продају на исти начин као и фонтанска пића, испумпана из кесе у кутији. У многим случајевима, компаније коле су обезбедиле дозатор за концентрат чаја који је изгледао слично посудама које су раније коришћене за точење свежег чаја.

### Пола-пола
У Сједињеним Државама је расла популарност мешаног пића названог „пола-пола“ од касних 1960-их када је великан голфа Арнолд Палмер наручио једно у Палм Бичу на Флориди. Пола-пола је мешавина леденог чаја и лимунаде, дајући напитку много слађи укус. Често звано „Арнолд Палмер“ (иако је сам Палмер преферирао однос два дела леденог чаја према једном делу лимунаде), пиће су на крају пласирали Снапл, Нантакет Нектарс и АриЗона ледени чај; АриЗона је лиценцирала име и слику Арнолда Палмера за своје верзије. Године 2012, снимљен је кратки документарац ESPN-а о пићу, са Палмером, стручњацима за пиће, групом PGA голфера и комичаром Вилом Арнетом који расправљају о историји и популарности тог пића.